# Трисульфид бария
Трисульфид бария — неорганическое соединение
бария и серы 
с формулой BaS3,
кристаллы.

## Получение
- Сплавление стехиометрических количеств чистых веществ:

{\displaystyle {\mathsf {Ba+3S\ {\xrightarrow {554^{o}C}}\ BaS_{3}}}}

## Физические свойства
Трисульфид бария образует кристаллы
ромбической сингонии, пространственная группа P 21212, параметры ячейки a = 0,834 нм, b = 0,966 нм, c = 0,483 нм, Z = 4
.
Соединение образуется по перитектической реакции при температуре 554°C.